# Vogelfreistätte Großer und Kleiner Lindleinsee
Koordinaten: 49° 23′ 56″ N, 10° 12′ 44″ O

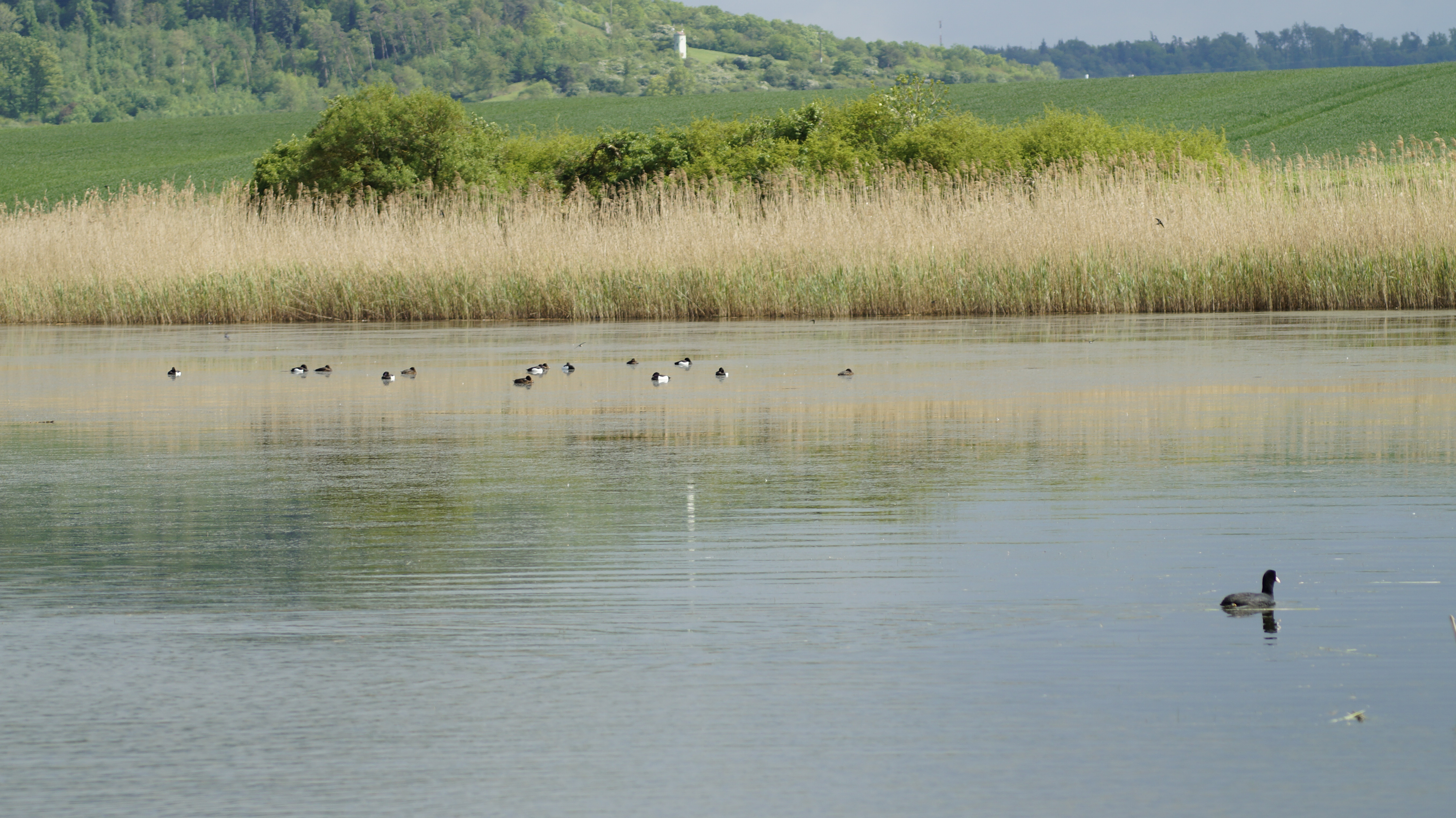
Naturschutzgebiet Vogelfreistätte Großer und Kleiner Lindleinsee (Mai 2016)

Das Naturschutzgebiet Vogelfreistätte Großer und Kleiner Lindleinsee liegt auf dem Gebiet der Gemeinde Neusitz im mittelfränkischen Landkreis Ansbach in Bayern.
Das Gebiet mit dem Großen und dem Kleinen Lindleinsee erstreckt sich westlich des Neusitzer Gemeindeteils Schweinsdorf und nordöstlich der Kernstadt von Rothenburg ob der Tauber. Am westlichen Rand des Gebietes verläuft die Staatsstraße St 2419 und östlich die A 7.

## Bedeutung
Das 28,6 ha große Gebiet steht seit dem Jahr 1990 unter der Kenn-Nummer NSG-00378.01 unter Naturschutz. Es handelt sich um flache Teichufer mit breitem Schilfgürtel.